# Жуков, Никита Сергеевич
Ники́та Серге́евич Жу́ков (укр. Микита Сергійович Жуков; род. 19 марта 1995, Днепродзержинск, Днепропетровская область) — украинский футболист, полузащитник

## Биография
Родился в Днепродзержинске. В чемпионате ДЮФЛ Украины выступал за днепропетровский «Интер» (46 игр, 2 гола). В 2012 году стал игроком днепродзержинской «Стали», выступавшей во Второй лиге чемпионата Украины, за которую в течение двух лет отыграл 6 матчей. В 2014 году играл на любительском уровне за «Олимпик» из Петриковки, после чего перешёл в кременчугский «Кремень». В Кременчуге также не стал игроком основы, проведя за команду всего 2 игры. Летом 2015 года подписал контракт с клубом украинской Премьер-Лиги — «Александрией», однако в составе команды на поле не появлялся, проведя 4 игры в молодёжном первенстве. Затем перешёл в любительский «Колос» из Зачепиловки. В 2016 году стал игроком петровского «Ингульца». Выступал как за основную команду клуба, так и за фарм-клуб «Ингулец-2» во второй лиге .
В 2017 году отправился на сборы с кропивницкой «Звездой», а позже перешёл в клуб на правах аренды. В составе «Звезды» 26 февраля 2017 года дебютировал в Премьер-Лиге Украины, на 68-й минуте домашнего матча против «Днепра» заменив Игоря Загальского. Летом 2017 года, по окончании срока аренды, вернулся в «Ингулец».
Летом 2018 года перешёл в симферопольскую «Таврию» .